# 朗伯陨石坑
朗伯陨石坑（Lambert）是位于月球正面雨海南部的一座大撞击坑，约形成于32-11亿年前的爱拉托逊纪，其名称取自德国物理学家、哲学家暨天文学家约翰·海因里希·朗伯（1728年-1777年），1935年被国际天文学联合会正式接受。

## 描述

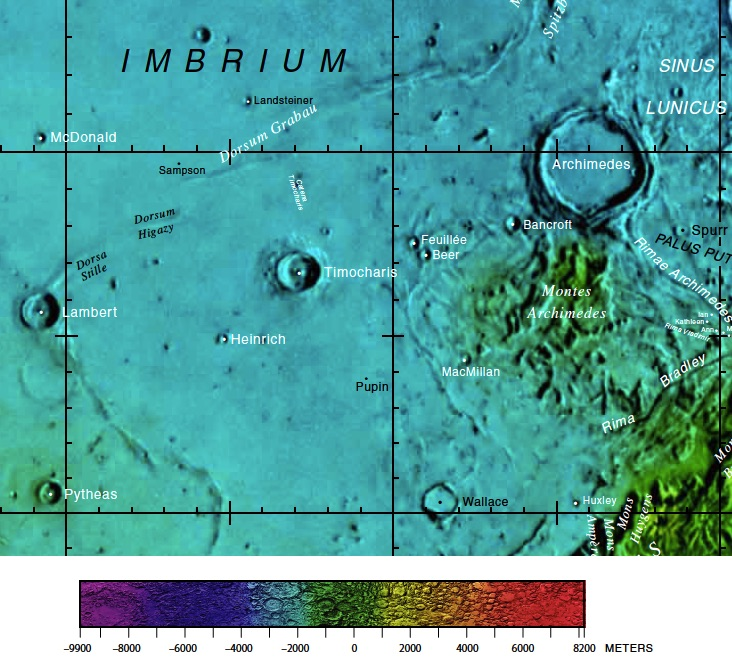
朗伯陨石坑的周边，月球正面区域图。

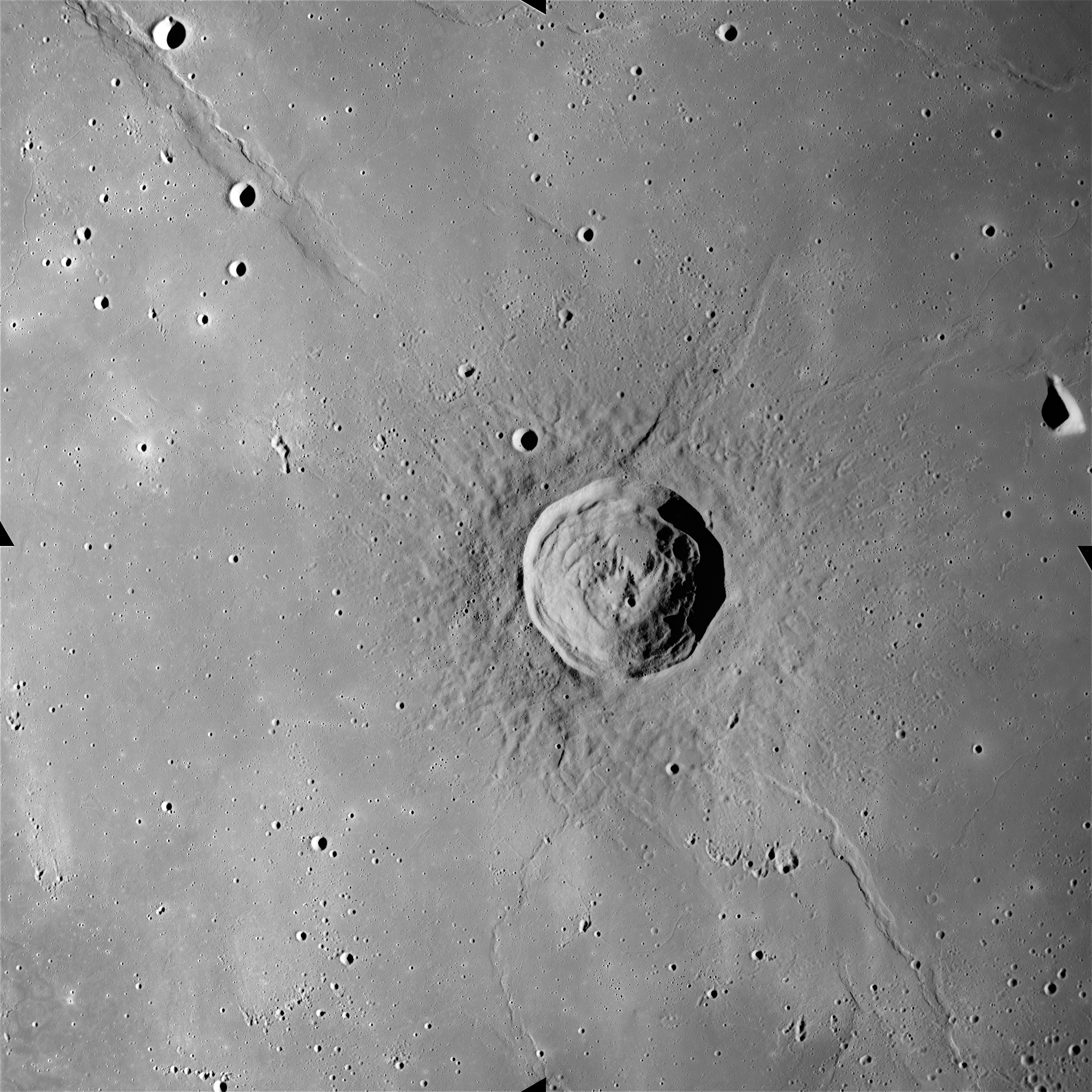
阿波罗15号在后期轨道上拍摄的照片，在朗伯陨石坑南面可看到类似圆形结构的卫星坑“朗伯 R”。

该陨坑西面和西北分布着直径不到2公里的费利克斯陨石坑、阿耳忒弥斯陨石坑、维恩陨石坑及安妮格列特陨石坑，而北面、东侧和南面则分别毗邻较小的麦克唐纳陨石坑、海因里希陨石坑和皮西亚斯陨石坑。该陨坑西北坐落了拉西尔山和齐克尔山脊、东北连接了绵延的施蒂勒山脊，它的东北偏东矗立着一座"金字塔"般的无名岩石丘，而南面月表上则覆盖有来自哥白尼环形山的明亮射纹束。该陨坑中心月面坐标为25°46′N 20°59′W / 25.77°N 20.99°W，直径30.12公里，深约2.01公里。
朗伯陨石坑外观轮廓大体圆状，边缘稍显参差，坑壁几乎未受到撞击侵蚀。陨坑壁沿尖峭侧立，外侧坡较为宽厚，陡峭的内壁带有阶坡结构。坑壁最大高出周边地形920米，内部容积约620.49立方千米。坑底表面坎坷粗糙，反照率与周边背景地形相一致。坑内原有的中央峰已被撞毁，留下一处较大的凹坑，残剩的北坡被切开了4-5道曲折的裂缝。该陨坑也是月食期间曾记录到其表面温度异常的撞击坑之一，主要是其地质龄不长，表面尚未形成能产生隔热作用的表岩屑覆盖层所致。
朗伯陨石坑南面是坑壁已被熔岩覆盖的卫星坑“朗伯 R”——一座几乎已完全被月海掩埋的陨石坑。该幽灵坑虽比朗伯陨石坑还大，但难以被直接看到，只有当阳光低照时，才会在月表上投下长长的影子。
朗伯陨石坑已被月球和行星观测协会列入《带有明亮射纹系统的撞击坑列表》。

## 卫星陨石坑
按惯例，最靠近朗伯陨石坑的卫星坑将在月图上以字母标注在它的中心点旁边.

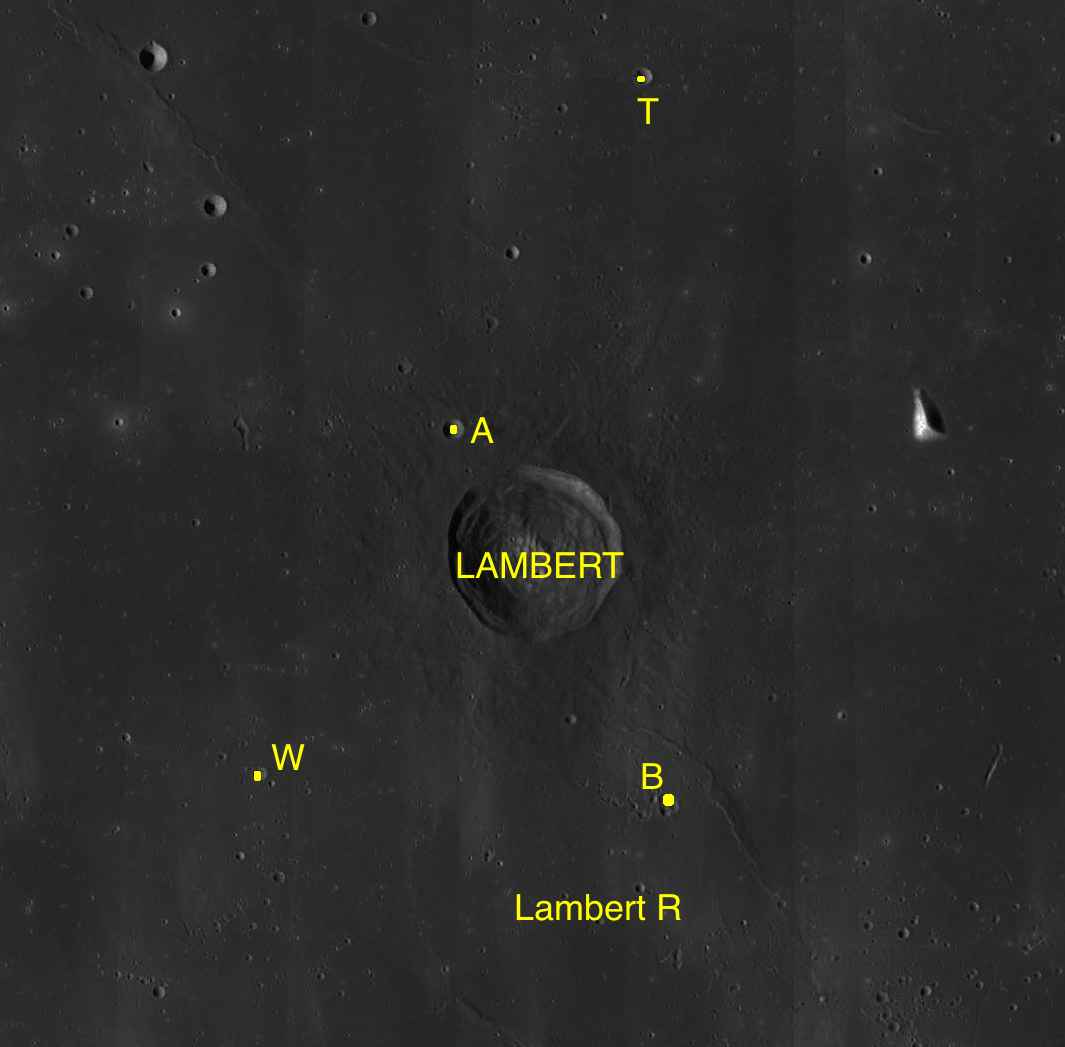
LAC-40 区域图

| 朗伯 | 纬度    | 经度    | 直径    |
| ---- | ------- | ------- | ------- |
| A    | 26.4° N | 21.5° W | 4 公里  |
| B    | 24.3° N | 20.1° W | 4 公里  |
| R    | 23.9° N | 20.6° W | 55 公里 |
| T    | 28.5° N | 20.3° W | 3 公里  |
| W    | 24.5° N | 22.6° W | 2 公里  |

- 卫星坑“朗伯 R”约形成于早雨海世[1]。

## 另请参阅
- Andersson, L. E.; Whitaker, E. A. . NASA RP-1097. 1982.
- Blue, Jennifer. . USGS. July 25, 2007  [2007-08-05]. （原始内容存档于2018-12-25）.
- Bussey, B.; Spudis, P. . New York: Cambridge University Press. 2004. ISBN 978-0-521-81528-4.
- Cocks, Elijah E.; Cocks, Josiah C. . Tudor Publishers. 1995. ISBN 978-0-936389-27-1.
- McDowell, Jonathan. . Jonathan's Space Report. July 15, 2007  [2007-10-24]. （原始内容存档于2012-05-26）.
- Menzel, D.H.; Minnaert, M.; Levin, B.; Dollfus, A.; Bell, B. . Space Science Reviews. 1971-06, 12 (2). Bibcode:1971SSRv...12..136M. ISSN 0038-6308. doi:10.1007/BF00171763 （英语）.
- Moore, Patrick. . Sterling Publishing Co. 2001. ISBN 978-0-304-35469-6.
- Price, Fred W. . Cambridge University Press. 1988. ISBN 978-0-521-33500-3.
- Rükl, Antonín. . Kalmbach Books. 1990. ISBN 978-0-913135-17-4.
- Webb, Rev. T. W.  6th revised. Dover. 1962. ISBN 978-0-486-20917-3.
- Whitaker, Ewen A. . Cambridge University Press. 1999. ISBN 978-0-521-62248-6.
- Wlasuk, Peter T. . Springer. 2000. ISBN 978-1-85233-193-1.